# ABSダイナミックナイター
ABSダイナミックナイター（エービーエスダイナミックナイター）は、ナイターシーズンに、秋田放送（ABSラジオ）が放送するプロ野球中継。

## 放送データ

### 放送日時
- 水～金：18:20-21:00（最大延長22:00まで）

### 放送内容
- 水～金：ニッポン放送ショウアップナイター（ニッポン放送）のネット
  - 2009年までは土・日の中継もJRNナイターのネットで行われていたが、土・日のJRNナイターの中止によりABSも中継枠を撤廃した。
  - 2017年までは火曜日にも放送されていたが、TBSが2017年限りでプロ野球中継関連の業務から撤退したため、2018年から火曜日の中継も廃止。廃止後は、2023年まで『アフター6ジャンクション』、2024年は『荻上チキ・Session』の同時ネットを、いずれも18:30から実施。2025年からはTBSラジオの改編の影響で、19:00まで自主編成、19:00 - 20:00に『Session』、20:00 - 21:00に『アフター6ジャンクション2』を同時ネットとしている。

### 制作担当局（2020年時点）
| 地域（球団）／曜日         | 水  | 木  | 金  |
| 基本系列                   | NRN | NRN | NRN |
| 北海道（日）               | STV | STV | STV |
| 宮城（楽）                 | TBC | TBC | TBC |
| 関東（巨・ヤ・横・西・ロ） | LF  | LF  | LF  |
| 東海（中）                 | SF  | SF  | SF  |
| 近畿（神・オ）             | ABC | MBS | MBS |
| 広島（広）                 | RCC | RCC | RCC |
| 福岡（ソ）                 | KBC | KBC | KBC |
| -------------------------- | --- | --- | --- |

1. ↑  JRN（TBSラジオ）ネットの時は東京ヤクルト主催ゲームの中継はできない（日本シリーズおよび本拠地球場開催のオールスターゲームを除く）。

### 秋田県内で行われる試合の中継
- プロ野球に関しては一切自社制作は行わず、ネット受けのみである他、ABSが勧進元となる試合のナイターでの開催実績が少ない上、特に地元開催の試合を優先したり、ネットワークを切り替えたりしないため、以下のような事例が発生している。
  - 2003年以降に行われている東京ヤクルトスワローズ主催ゲーム（試合の無かった2009年を除く）は土・日曜日に開催されたが、いずれも、2009年まで中継権の無いJRNからのネット受けとなっていたことや、勧進元が秋田テレビ（AKT・フジテレビ系列）のためか、放送されなかった。
  - 東北楽天ゴールデンイーグルス主催ゲームは、2006年に限り東北放送制作のTBCイーグルスナイターをネット受けした。2009年・2010年・2011年・2012年の楽天戦では、勧進元が秋田朝日放送（AAB・テレビ朝日系列）でとなったためか、東北放送からのネット受けは行われなかった。なお、2009年の試合は雨天中止となっている。なお、2015年は7月28日（火曜）の秋田開催の「楽天 vs ソフトバンク」を受けない代わりに（JRN本番の「中日 vs 阪神」を放送）、7月26日に、通常編成でのナイター放送を取りやめた日曜日かつ秋田開催ではないが、特例でTBCから「楽天 vs ロッテ」（NRN扱い）をネット受けした。
  - かつてABSが勧進元となって開催していた広島東洋カープ主催ゲームについては、デーゲーム開催だったためか、ラジオよりも広島テレビまたは広島ホームテレビからネット受け（前者の場合ABSが制作にも関与。後者はAAB開局後同局へ移行）でのテレビでの放送を中心としていた。

## 備考
- テーマ曲は、アーネスト・E・バグリー作曲の『国民の象徴（National Emblem）』。全県少年野球大会準決勝(東北中学総体軟式野球秋田大会、決勝戦はテレビで放送)や高校野球(AAB開局まで)・高校ラグビー(「コバルトの空」差し替えテーマ曲。1990年代中盤まで)などABSのスポーツ中継全般のオープニングテーマとして使われている。また、CM明けのジングルは無い。
- 原則的に秋の改編期から春の改編期の間は、プロ野球中継はほぼ行われないため、春の改編期の前に行われることが多い開幕戦や、秋の改編期以降の試合はたとえ日本シリーズであっても中継されないことが多い。
- 2006年9月5日はABC制作のJRN本番「阪神 vs 巨人」の予定だったが、にかほ市代表のTDKが出場した第77回都市対抗野球大会決勝戦を自社制作で放送した。